# Langwies
Langwies (en retorromano Prauliung) era una comuna suiza del cantón de los Grisones, situada en el distrito de Plessur, círculo de Schanfigg. Limitaba al norte con las comunas de Fideris, Conters im Prättigau y Klosters-Serneus, al este con Davos, al sur con Arosa, y al occidente con Peist. El 1 de enero de 2013 se fusionó en la comuna de Arosa junto con las antiguas comunas de Calfreisen, Castiel, Lüen, Molinis, Peist y Sankt Peter-Pagig.

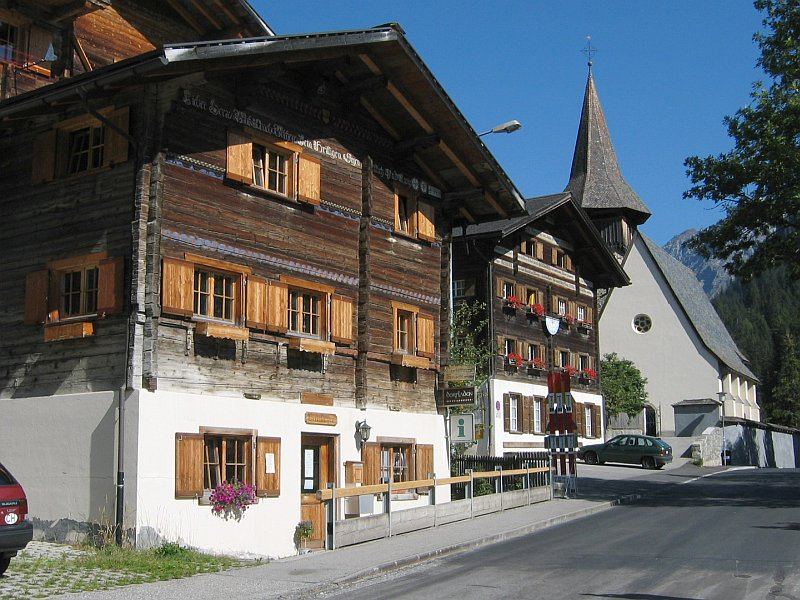
Langwies